# VM i skiskydning 1958
Verdensmesterskabet i skiskydning 1958 var det første VM i skiskydning og blev arrangeret af International Biathlon Union. Mesterskabet blev afviklet i Saalfelden i Østrig den første søndag i marts 1958 og bestod af én offciel konkurrence, 20 km for mænd, samt en uofficiel stafetkonkurrence.

## Medaljevindere
Der var én officiel VM-konkurrence, 20 km for mænd. Konkurrencen havde 25 deltagere og blev vundet af svenskeren Adolf Wiklund.
| Plac.  | Navn              |
| ------ | ----------------- |
| Guld   | Adolf Wiklund     |
| Sølv   | Olle Gunneriusson |
| Bronze | Viktor Butakov    |
| 4.     | Sture Ohlin       |
Den anden konkurrence på programmet var 4 × 7,5 km stafet for mænd, men det var ikke en officiel VM-disciplin, og der blev ikke uddelt VM-medaljer til de bedste hold. Stafetten kom først på det officielle VM-prgogram fra 1966.
| Plac.  | Navn                                                                                                |
| ------ | --------------------------------------------------------------------------------------------------- |
| Guld   | Sverige · Adolf Wiklund · Olle Gunneriusson · Sture Ohlin · Sven Nilsson                            |
| Sølv   | Sovjetunionen · Viktor Butakov · Valentin Psjenitsyn · Dmitrij Sokolov · Aleksandr Gubin            |
| Bronze | Norge · Arvid Nyberg · Asbjørn Bakken · Knut Wold · Rolf Gråterud                                   |
| 4.     | Polen · Stanisław Zięba · Stanisław Styrczula · Stanisław Szczepaniak · Stanisław Gąsienica-Sobczak |